# Скулкрафт (округ)
Ску́лкрафт (англ. Schoolcraft County) — округ в штате Мичиган, США. Официально образован 9 марта 1843 года. По состоянию на 2010 год, численность населения составляла 8485 человек.

## География
По данным Бюро переписи США, общая площадь округа равняется 4 879,565 км2, из которых 3 032,893 км2 суша и 1 846,672 км2 или 38,0 % это водоёмы.

## Население
По данным переписи населения 2010 года в округе проживает 8 485 жителей в составе 3 759 домашних хозяйств и 2 425 семей. Плотность населения составляет 3,00 человек на км2. На территории округа насчитывается 6 313 жилых строений, при плотности застройки около 2,00-х строений на км2. Расовый состав населения: белые — 87,60 %, афроамериканцы — 8,80 %, коренные американцы (индейцы) — 0,20 %, азиаты — 0,10 %, гавайцы — 0,00 %, представители других рас — 0,10 %, представители двух или более рас — 3,30 %. Испаноязычные составляли 0,80 % населения независимо от расы.
В составе 22,20 % из общего числа домашних хозяйств проживают дети в возрасте до 18 лет, 51,90 % домашних хозяйств представляют собой супружеские пары проживающие вместе, 8,10 % домашних хозяйств представляют собой одиноких женщин без супруга, 35,50 % домашних хозяйств не имеют отношения к семьям, 30,90 % домашних хозяйств состоят из одного человека, 14,70 % домашних хозяйств состоят из престарелых (65 лет и старше), проживающих в одиночестве. Средний размер домашнего хозяйства составляет 2,22 человека, и средний размер семьи 2,72 человека.
Возрастной состав округа: 19,90 % моложе 18 лет, 6,00 % от 18 до 24, 19,60 % от 25 до 44, 33,30 % от 45 до 64 и 33,30 % от 65 и старше. Средний возраст жителя округа 48.3 лет. Гендерный состав населения представлен в виде: 49,5 % мужчин и 50,5 % женщин.
Средний доход на домохозяйство в округе составлял 38 367 USD, на семью — 49 561 USD. Среднестатистический заработок мужчины был 0 USD против 0 USD для женщины. Доход на душу населения составлял 21 134 USD. Около 11,70 % семей и 15,10 % общего населения находились ниже черты бедности, в том числе — 20,30 % молодёжи (тех, кому ещё не исполнилось 18 лет) и 9,20 % тех, кому было уже больше 65 лет.